# Castets et Castillon
Castets et Castillon is een gemeente in het Franse departement Gironde (regio Nouvelle-Aquitaine). De plaats maakt deel uit van het arrondissement Langon. Castets et Castillon is op 1 januari 2017 ontstaan door de fusie van de gemeenten Castets-en-Dorthe en Castillon-de-Castets. De gemeente telde 1.539 inwoners op 1 januari 2022.

## Geografie
De oppervlakte van Castets et Castillon bedroeg op 1 januari 2022 13,16 vierkante kilometer; de bevolkingsdichtheid was toen 116,9 inwoners per km².

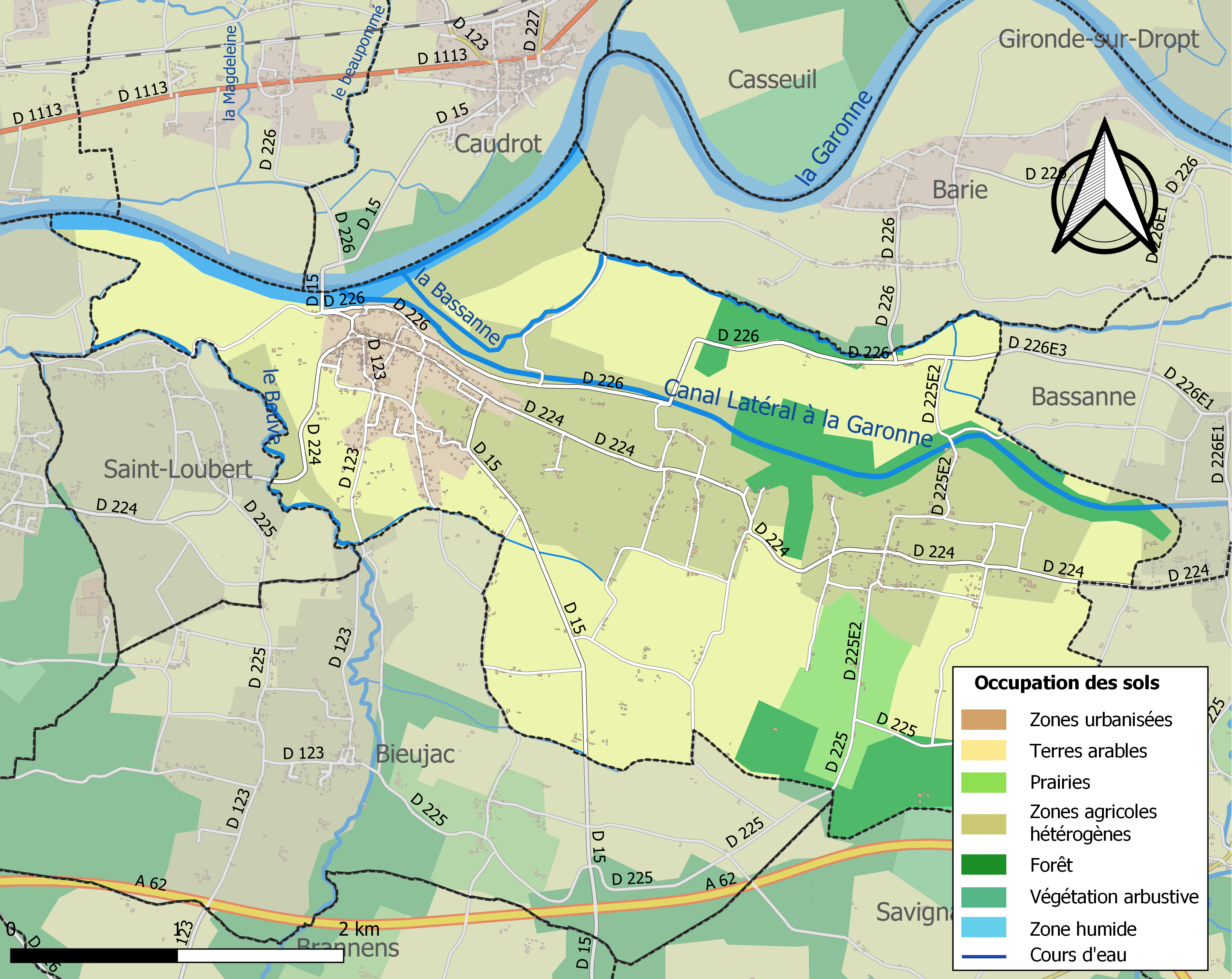
Kaart van de gemeente met belangrijkste infrastructuur, bodemgebruik en omliggende gemeenten